# Manchahalli, Heggadadevankote
Manchahalli là một làng thuộc tehsil Heggadadevankote, huyện Mysore, bang Karnataka, Ấn Độ.